# Ludo Van Der Linden
Ludo Van Der Linden (* 27. Januar 1951 in Herentals, Belgien; † 14. Dezember 1983 in Lier, Belgien) war ein belgischer Radrennfahrer und Weltmeister im Radsport.

## Sportliche Laufbahn
Van der Linden gewann 1969 die belgischen Meisterschaften im Mannschaftszeitfahren. 1970 konnte er erneut die belgischen Meisterschaften im Mannschaftszeitfahren sowie die Rennen Gent–Ypern, Brüssel–Opwijk und Grand Prix Bodson gewinnen. Er erreichte bei den Straßenradsport-Weltmeisterschaften die Silbermedaille im Einzelrennen sowie den Platz 2 bei der Belgien-Rundfahrt der Amateure. 1971 gelang ihm bei der Internationalen Friedensfahrt ein Etappensieg. Er beendete jedoch nicht die Rundfahrt. Sein bedeutendster sportlicher Erfolg war der Sieg im Mannschaftszeitfahren bei den Straßenradsport-Weltmeisterschaften 1971.
Ab 1972 startete Van Der Linden als Profi beim italienischen Radsportteam Molteni. Ab 1974 wechselte er in belgische und niederländische Mannschaften. 1978 beendete er seine professionelle Karriere in der belgischen Mannschaft Old Lords-Splendor.
Er starb 1983 im Alter von 32 Jahren an Herzversagen.

## Erfolge
1971
- 100 Kilometer-Mannschaftszeitfahren mit Gustaaf Hermans, Gustaaf Van Cauter, Louis Verreydt

1972
- Duffel
- Ottignies